# Convoi HX 50
Le convoi HX 50 est un convoi passant dans l'Atlantique nord, pendant la Seconde Guerre mondiale. Il part de Halifax au Canada le 13 juin 1940 pour différents ports du Royaume-Uni et de la France. Il arrive à Liverpool le 30 juin 1940.

## Composition du convoi
Ce convoi est constitué de 49 cargos :
- Royaume-Uni : 33 cargos
- Norvège : 7 cargos
- France : 1 cargo
- Grèce : 5 cargos
- Panama : 1 cargo
- Pays-Bas : 1 cargo
- Suède : 1 cargo

## L'escorte
Ce convoi est escorté en début de parcours par :
- Deux destroyers canadiens : HMCS Assiniboine (en) et NCSM Saguenay du 13 au 14/06/40

L'escorte principale est :
- Un croiseur auxiliaire britannique : HMS Voltaire du 13 au 24/06/40

Le convoi est escorté en fin de parcours par :
- deux corvettes britanniques de classe Flower : HMS Arabis, HMS Heartsease (en) du 25 au 27/06/40
- Un destroyer britannique de classe W Admiralty modifiée : HMS Volunteer du 25 au 27/06/40
- Un destroyer britannique de classe W Admiralty : HMS Whirlwind (en) du 25 au 27/06/40

## Le voyage
Les deux navires canadiens font demi tour le 14 juin. Le 15 juin, le navire norvégien Arosa prend du retard et quitte le convoi. Le 22 juin, le navire français Louis LD déserte à son tour le convoi. Le 24 juin, le HMS Voltaire quitte l'escorte et est remplacé le lendemain par les corvettes HMS Arabis (en), HMS Heartsease (en) et les destroyers HMS Volunteer et HMS Whirlwind (en) jusqu'au 27 juin.
Le convoi arrive sans problème.